# Alam Ara
Alam Ara em urdu:  عالم آراء( A luz do mundo) é um filme de 1931 dirigido por Ardeshir Irani, foi o primeiro filme indiano com som.

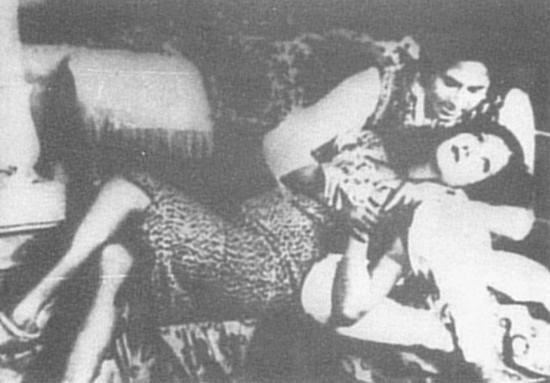
Uma cena de Alam Ara

Irani reconheceu a importância que um filme com som teria no cinema mundial por isso se apressou para terminar Alam Ara' antes que outros filmes contemporâneos da época com fossem lançados.
Alam Ara estreou no Majestic Cinema em Mumbai em 14 de março de 1931. O primeiro indiano a entrar no cinema disse que o filme foi tão popular que foi preciso da ajuda da polícia para conter as multidões T

## Significância
Tanto o filme como o som foram gravados com sucesso incluindo uma musica da época De de khuda ke naam per, que tambem foi a primeira música no cinema indiano que foi cantada pelo ator Wazir Mohammed Khan.